# ابوالبشر فرمانفرمائیان
ابوالبشر فرمانفرمائیان (۱۹۲۱–۱۹۹۱) یکی از پسران عبدالحسین میرزا فرمانفرما و از مادری کرد اهل کرمانشاه (بتول احشمی) بود.  در جوانی مدتی ایلخان ایل کرد زوله کرمانشاه بود. در ایران به‌طور انحصاری از پاپیون استفاده می‌کرد. و دارای دکترای علوم سیاسی از دانشگاه شیکاگو و جی دی از دانشگاه کلمبیا بود. در جریان ملی شدن صنعت نفت ایران از مخالفین ملی شدن بود و مقالاتی از وی در روزنامه کیهان آن زمان به چاپ رسید. او مدتی پس از انقلاب ایران درگذشت.
وی همسر دوم منیر شاهرودی فرمانفرمائیان بود. او در کنار برادرش منوچهر در قبرستان اوکلند در سگ هاربر لانگ آیلند نیویورک مدفون است.